# Todd Matthews-Jouda
Todd Matthews-Jouda (arabisch تود ماتيوس جودة; * 20. Juni 1979) ist ein ehemaliger sudanesisch-US-amerikanischer Hürdenläufer, der sich auf die 110-Meter-Distanz spezialisiert hat. 2004 wurde er in Brazzaville Afrikameister über 100 m Hürden.

## Sportliche Laufbahn
Erste internationale Erfahrungen sammelte Todd Matthews-Jouda im Jahr 1998, als er bei den Juniorenweltmeisterschaften in Annecy für die Vereinigten Staaten in 14,40 s den sechsten Platz über 110 m Hürden belegte. Anschließend absolvierte er ein Studium an der Clemson University. Seit September 2003 war er für den Sudan startberechtigt und gewann kurz darauf gewann er bei den Afrikaspiele in Abuja in 13,81 s die Silbermedaille hinter dem Madagassen Joseph-Berlioz Randriamihaja. Kurz darauf siegte er in 13,68 s bei den Afro-asiatischen Spielen in Hyderabad. Im Jahr darauf siegte er in 13,70 s bei den Afrikameisterschaften in Brazzaville, ehe er bei den Olympischen Sommerspielen in Athen mit 13,77 s im Viertelfinale ausschied. Zudem war er dort Fahnenträger Sudans während der Eröffnungsveranstaltung der Spiele. Daraufhin siegte er in 13,45 s bei den Panarabischen Spielen in Algier. 2005 gewann er bei den erstmals ausgetragenen Islamic Solidarity Games in Mekka in 13,79 s die Silbermedaille hinter dem Saudi-Araber Mubarak Ata Mubarak und schied im August bei den Weltmeisterschaften in Helsinki mit 15,43 s in der ersten Runde aus. Daraufhin beendete er seine aktive sportliche Karriere im Alter von 26 Jahren.

## Persönliche Bestleistungen
- 110 m Hürden: 13,36 s (+0,7 m/s), 12. Juli 2002 in Budapest
  - 60 m Hürden (Halle): 7,73 s, 17. Februar 2001 in Blacksburg